# Geografía de Sri Lanka

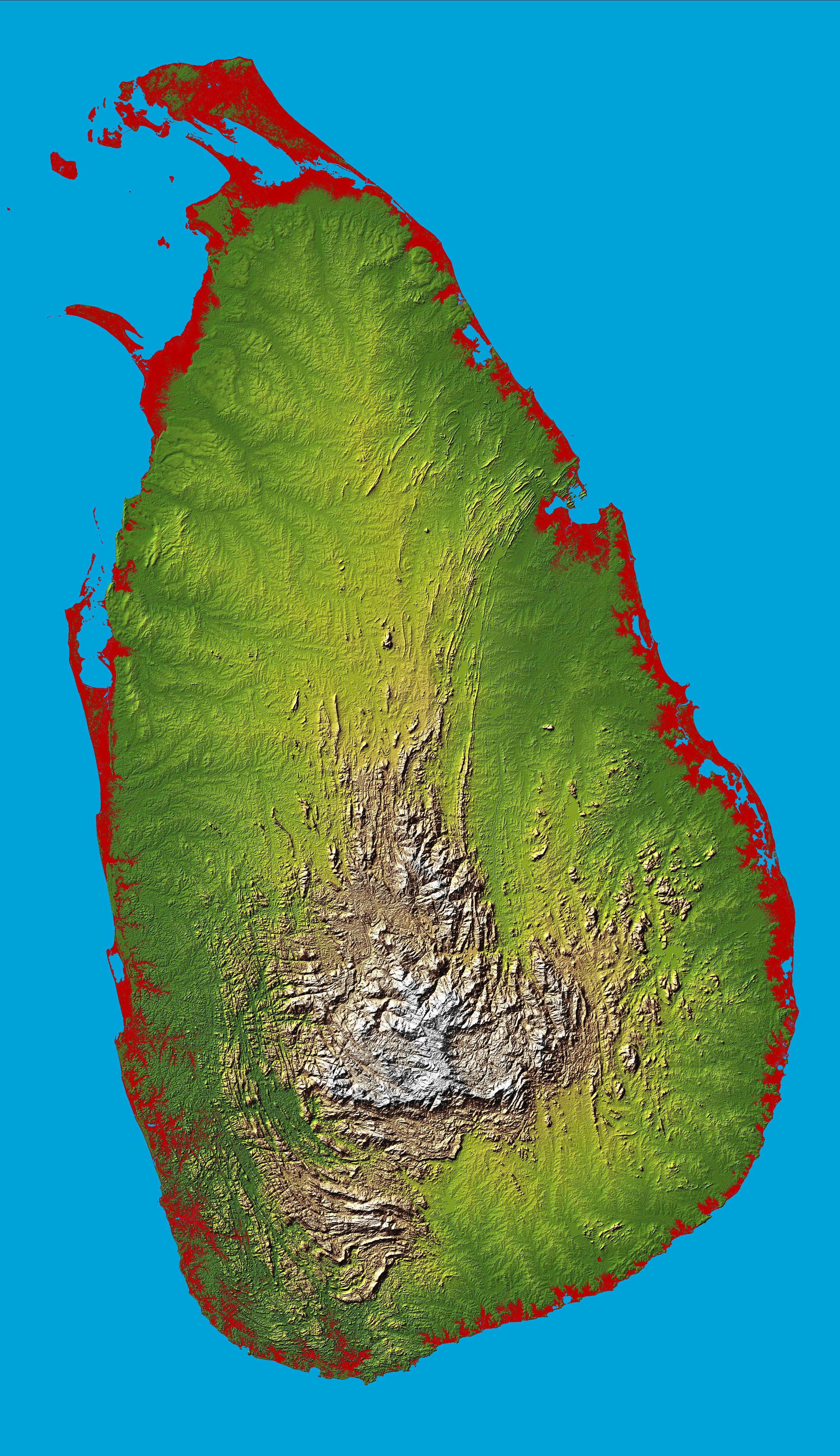
Mapa topográfico de Sri Lanka

Sri Lanka es un país situado en el subcontinente indio. Más concretamente es una isla situada en el SE de la India, separada de esta por el estrecho de Palk. El país ocupa la totalidad de la isla de Ceilán e islas adyacentes a ésta. Tiene una superficie de 65.610 km², de los que 64.740 km² son tierras y 870 km² es agua. Su litoral mide 1.340 km. El clima comprende dos monzones tropicales, el del nordeste, de diciembre a marzo, y el del sudoeste, de junio a octubre. El relieve es, en general, poco elevado, dominado por llanuras, con un conjunto de tres zonas montañosas en el sur y centro de la isla. El punto culminante es el monte Pidurutalagala, de 2.524 m. Los principales recursos naturales son la caliza, el grafito, las arenas minerales, piedras preciosas, fosfatos, arcilla y energía hidroeléctrica. La isla está unida al subcontinente indio por el puente de Adán, una cadena de arrecifes y bancos de arena entre las islas de Rameswaram, frente a la costa sudoriental de Tamil Nadu (sur de la India) y Mannárama (en el noroeste de Sri Lanka).

## Relieve

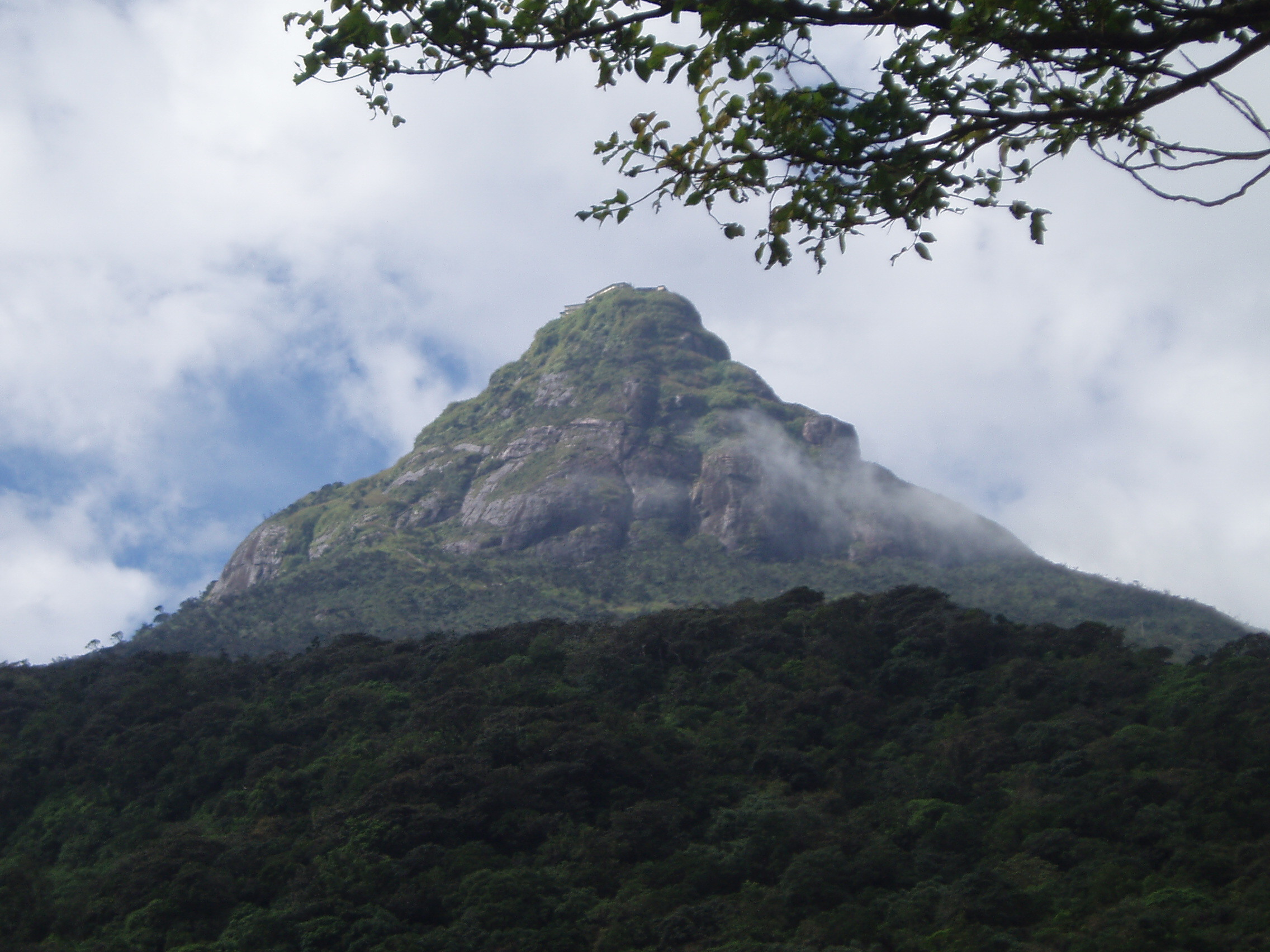
Pico de Adán, de 2.243 m, en el sur de Sri Lanka.

En Sri Lanka se distinguen tres zonas geográficas principales: las montañas centrales, las llanuras y el cinturón costero. 
Las arrugadas mesetas centrales de Sri Lanka, patrimonio de la humanidad desde 2010, son el corazón del país, en el centro-sur del territorio. Se trata de una región de tierras altas que discurre de norte a sur a lo largo de 65 km e incluye las montañas más elevadas, que culminan en el monte Pidurutalagala, de 2.524 m. En el extremo sur de esta zona montañosa y relativamente homogénea formada por mesetas y montañas, las sierras se alargan unos 50 km hacia el oeste y unos 50 km hacia el este. 
Hacia el oeste, culminan en el pico de Adán, de 2.243 m, lugar sagrado para los budistas al encontrarse cerca de la cima una huella del Buda, que para los hindúes es de Shiva y para los cristianos de Adán. Hacia el este, las montañas culminan en el monte Namunukula, a 2.036 m. Flanqueando las sierras centrales hay dos mesetas más bajas; al oeste, se halla la meseta Hatton, una serie de sierras diseccionadas profundamente que descienden hacia el norte; al este, se halla la cuenca de la provincia de Uva, bajo el Namunukula, una serie de colinas cubiertas de herbazales atravesadas pro unas cuantas gargantas y profundos valles. Separado por estrechos valles, al norte se encuentra el macizo de Knuckles (nudillos), una serie de escarpes, gargantas y picos que alcanzan los 1800 m. Al sur del pico de Adán se extienden la sierra paralela de Rakwana, con varias cimas de 1400 m. Desde la meseta central, la tierra desciende en una serie de escarpes y acantilados de 400 a 500 m antes de descender hasta la llanura costera.
Gran parte de la superficie de la isla consisten llanuras de entre 30 y 300 m sobre el nivel del mar. Al sudoeste, sierras y valles se alzan progresivamente hasta converger con las tierras altas, dando al paisaje un aspecto quebrado. La amplia erosión en esta área ha reducido las sierras y depositado suelos ricos para la agricultura en las zonas bajas. Al sudeste, un suelo rojo y laterítico cubre el territorio, que es adornado con monolíticas colinas. La transición en este zona es brusca, y las montañas parecen alzarse como una pared. Al este y norte, llanura es plana, cortada por largas y estrechas crestas de granito procedentes de la meseta central.
Un cinturón costero de unos 30 m de altitud rodea el interior. La mayor parte consiste en playas de arena salpicadas de lagunas costeras. En la península de Jaffna, la caliza expuesta a las olas forma bajos acantilados en algunos lugares. En el nordeste y sudoeste donde la costa corta de través la estratificación de las rocas cristalinas, se encuentran acantilados, bahías e islas. Estas condiciones han dado lugar a los bellos puertos de Trincomalee, en la costa nordeste, y de Galle, en la costa sudoeste.

Corte esquemático de la superficie de Sri Lanka.

## Hidrología

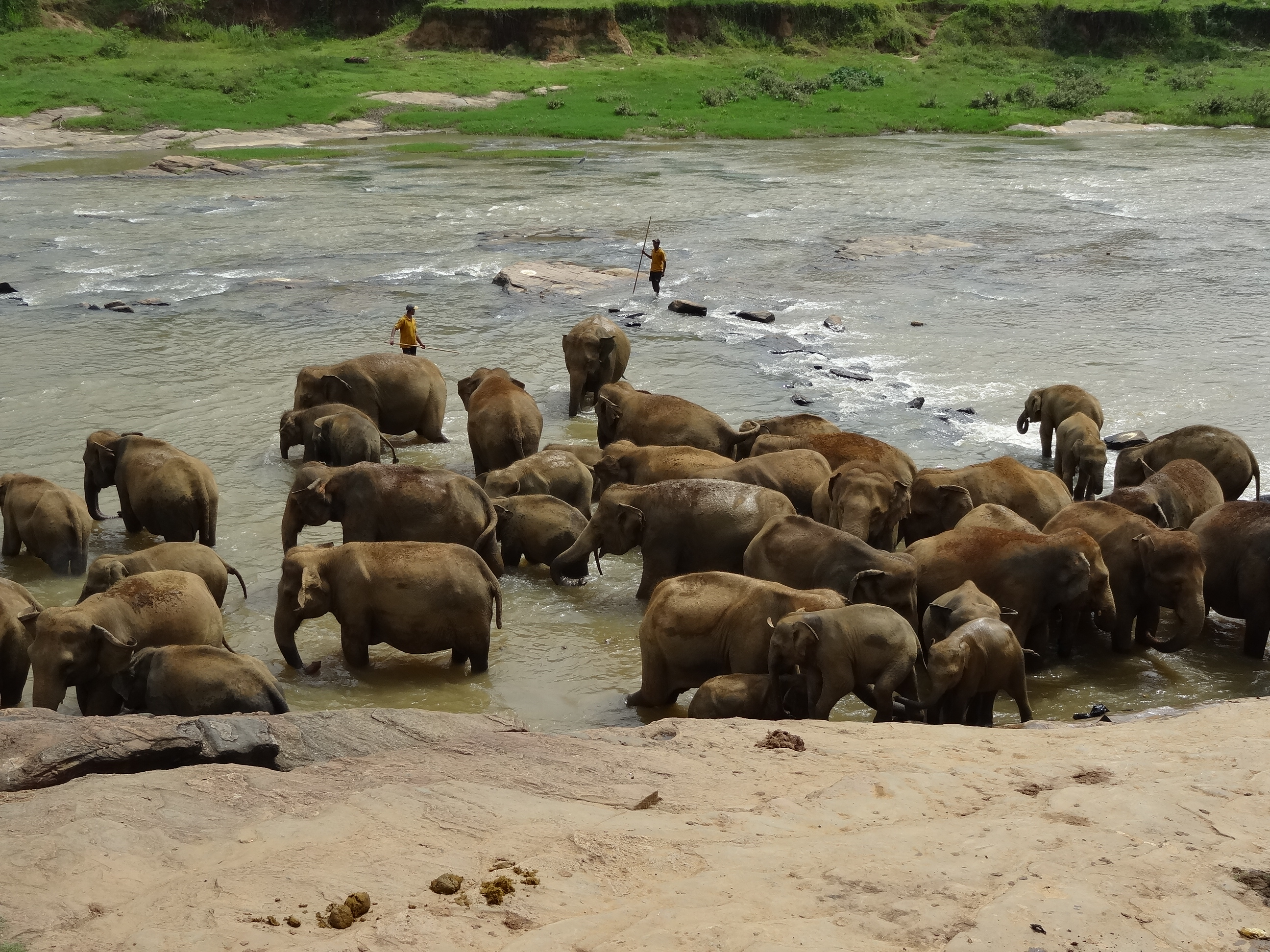
Río Maha Oya en Pinnawala.

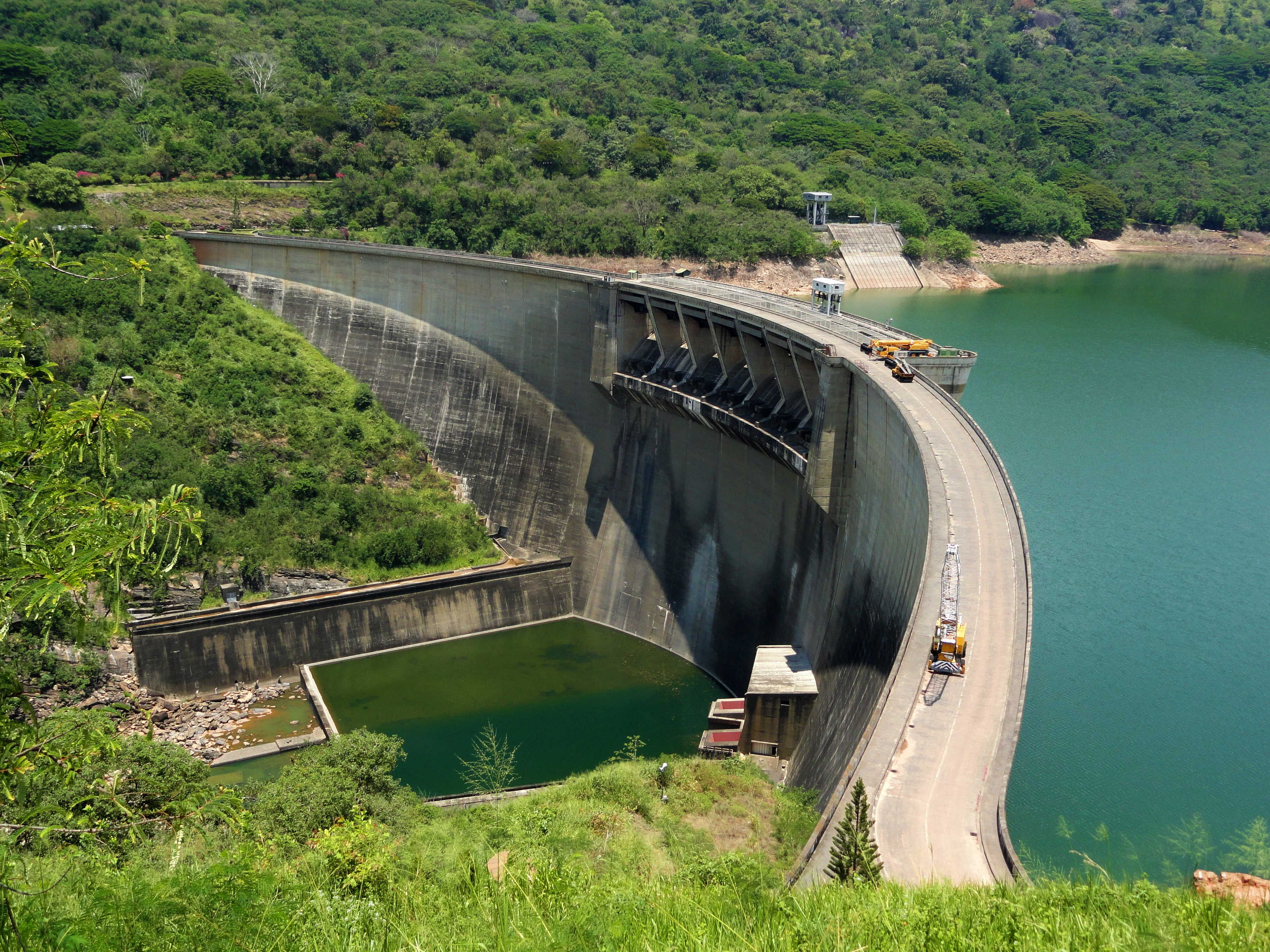
Embalse Victoria, en el río Mahaweli Ganga, en Sri Lanka.

Los ríos de Sri Lanka fluyen desde la meseta central en forma radial hacia el mar. Muchos son cortos. Hay 16 ríos principales que superan los 100 km de longitud, de los que 12 descargan el 75 % del agua de todo el país. El más largo es el Mahaweli Ganga, que tiene unos 300 km, nace en el Parque Nacional Horton Plains y cubre un quinto del país para desembocar en Trincomalee, donde forma uno de los puertos más bellos del mundo. Le sigue el río Malvathu, de 164 km, que cruza la ciudad de Anuradhapura, patrimonio de la humanidad, y a este los ríos Kala Oya (145 km), Kelani (145 km), que desemboca en Colombo, Yan Oya (142 km), Deduru Oya (142 km); Walawe, que nace en el pico de Adán, Maha Oya (134 km), etc.
En las tierras altas, los cursos de los ríos se ven alterados por las discontinuidades del terreno, y donde encuentran escarpes se forman cascadas y rápidos que dan lugar a gargantas. Una vez en la llanura, los ríos forman meandros, llanuras de inundación y deltas. Los cursos altos son salvajes e innavegables, y los cursos bajos tienen a desbordarse en época húmeda. En el norte, este y sudeste, los ríos alimentan numerosos embalses. En las décadas de los 70 y 80, una serie de proyectos a gran escala embalsaron el Mahaweli Ganga y ríos vecinos. Además, durante el siglo XVIII, los alemanes construyeron cientos de kilómetros de canales en el sudoeste de Sri Lanka.
La presa más alta, de 122 m, da lugar al embalse Victoria, a 209 km de la desembocadura del río Mahaweli Ganga; la presa tiene 122 m de altura y 520 m de longitud, embalsa 700 millones de m³, forma un lago de 23 km² y produce 210 MW. Se está realizando un ambicioso proyecto de rehabilitación de embalses antiguos y la construcción de nuevos en la zona seca para irrigar 365.000 ha bajo el nombre de Mahaweli Development Programme (Programa de Desarrollo del Mahaweli).El proyecto incluye el 39 % de la isla y el 55 % de la zona seca (Dry Zone). Incluye una decena de presas que generarían en total además unos 671 MW.

## Geología

Desplazamiento de la placa Índica, con Sri Lanka siempre en su interior.

Sri Lanka se separa de la península de la India en el Mioceno, lo que es de forma reciente geológicamente. Aunque forma parte del subcontinente indio y forma parte de la misma placa que la India, es considerada una de las partes más antiguas y estables de la corteza terrestre.
Más del 90 % de la superficie de Sri Lanka yace sobre un estrato de rocas cristalinas precámbricas, datado en unos 2000 millones de años (granito, cuarcita, mármoles...) con dos pequeñas cuencas del Mesozoico en la costa occidental. Hace unos 200 millones de años, Sri Lanka estaba unida a la India en el continente de Gondwana, cuando las masas de tierra empezaron a separarse. La India chocó con Asia y formó el Himalaya. Sri Lanka no experimentó terremotos ni actividad volcánica al encontrarse en el centro de la placa índica.
Las zonas sedimentarias son limitadas en la isla, alrededor de las tierras altas y en los lechos de los ríos. Hay dos fragmentos del Jurásico (140 a 190 millones de años) en el distrito de Puttalam y un cinturón mayor de calizas del Mioceno (5 a 120 millones de años>) a lo largo de la costa occidental, cubiertas en ocasiones por depósitos del Plioceno (1 millón de años). La costa noroeste forma parte de la profunda cuenca del río Kaveri, que lleva recogiendo sedimentos de las tierras altas de la India y Sri Lanka desde la ruptura de Gondwana.

## Clima

Mapa de Köppen de lluvias en Sri Lanka. En azul claro, tropical de sabana; en azul medio, monzónico; en azul oscuro, ecuatorial y en verde, templado oceánico.

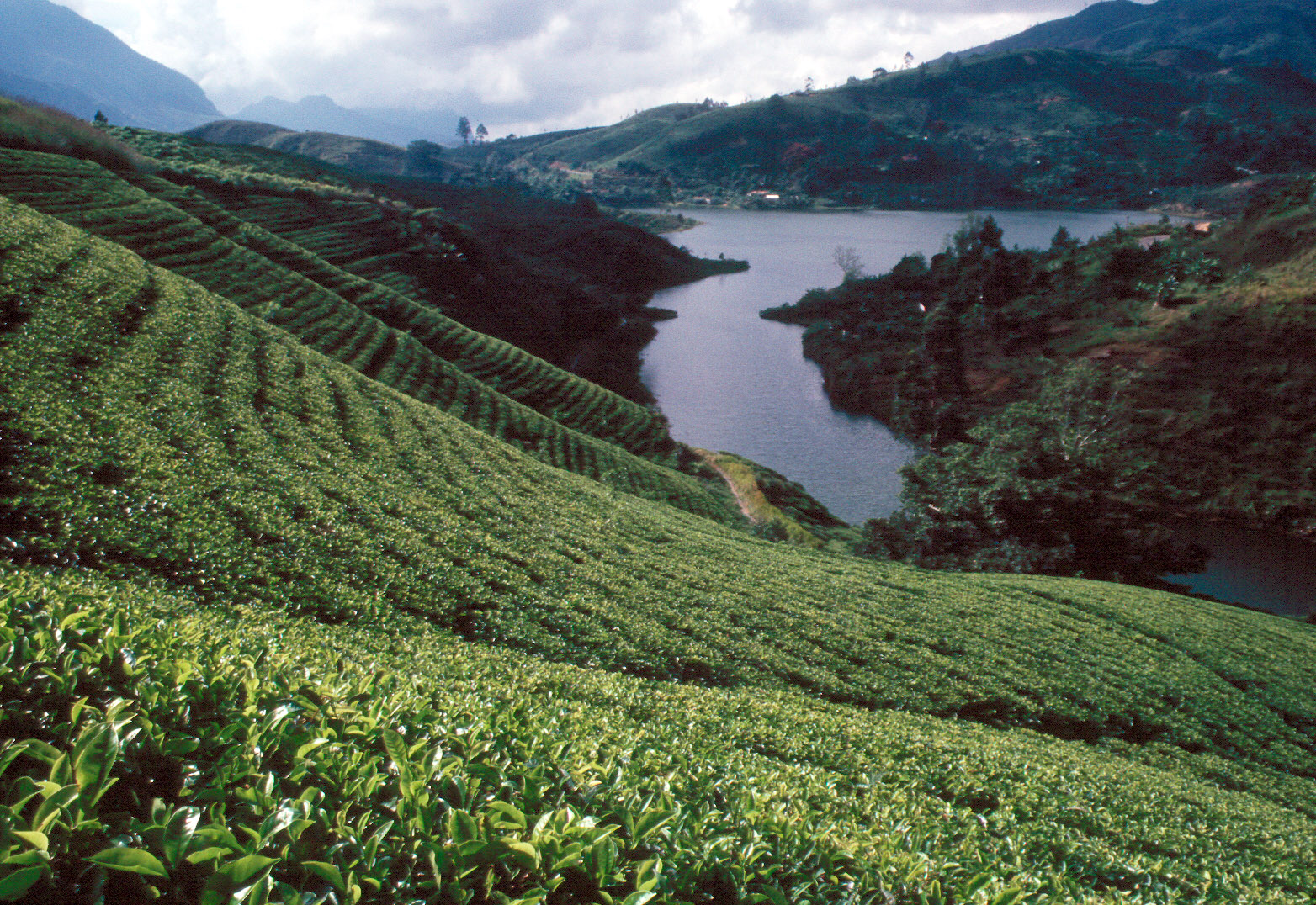
Campos de té en las tierras altas de Sri Lanka.

Las distintas zonas de la isla según la cantidad de lluvia que reciben de media al año.

El clima de Sri Lanka es tropical, cálido y húmedo al hallarse entre 5 y 10 grados norte del ecuador, moderado por los vientos del océano. Las temperaturas medias oscilan entre los 16.ºC de Nuwara Eliya, a más de 1.800 m en la provincia central, bajo el monte Pidurutalagala, donde incluso puede helar, y los 32.ºC de Trincomalee, en la costa nordeste. En general, las medias oscilan entre los 28.ºC y los 30.ºC con variaciones diurnas de 4 a 7.ºC. Como en toda la región tropical del hemisferio norte, enero es el mes más frío y mayo el más cálido, antes del periodo de lluvias.
Las lluvias están determinadas por el régimen monzónico, que depende del paso del sol por la vertical del país dos veces al año, en abril y octubre. En las tierras altas del interior, además, la orientación de las vertientes influye mucho en el régimen de lluvias; por ejemplo, en el sudoeste y áreas costeras de esta zona, donde se halla Colombo, las lluvias son más intensas, mientras que en las costas noroeste y sudeste el clima es más seco. 
El régimen de lluvias está marcado por cuatro estaciones en todo el país. En la primera, de mediados de mayo a octubre, con vientos del sudoeste, las nubes proceden del océano Índico; cuando encuentran las montañas centrales producen lluvias que pueden alcanzar los 2500 mm mensuales, pero al otro lado de las montañas apenas llueve. En la segunda, de octubre a noviembre, entre monzones, a veces se producen turbonadas o llegan ciclones y llueve en el sudoeste, nordeste y las partes orientales de la isla. En la tercera, de diciembre a marzo, el monzón procede del nordeste, y las nubes vienen del golfo de Bengala; las vertientes nordeste de las montañas reciben hasta 1.250 mm mensuales. En el cuarto periodo se produce otro episodio intermonzónico entre marzo y mediados de mayo.
Por regiones, en el noroeste caen entre 1.300 y 1.400 mm. En Jaffna, con 1.300 mm, caen entre enero y septiembre entre 20 (marzo) y 70 mm, pero entre octubre y diciembre caen entre 250 y 350 mm mensuales, con temperaturas de 23-28.ºC en enero y 27-33.ºC en mayo-junio. En Mannar, más al sur, caen 960 mm, con lluvias menos intensas entre octubre y diciembre. En Puttalan, en la costa centro oriental caen 1.195 mm, pero ya se ve afectado por el régimen de monzones del sudoeste, con un aumento de lluvias entre marzo y mayo (abril 175 mm; noviembre, 250 mm).
En la costa sudoeste, mucho más húmeda, Colombo recibe 2.500 mm anuales, con ningún mes inferior a 60 mm (enero), y picos entre abril y junio (mayo, 390 mm) y septiembre a diciembre (noviembre, 415 mm). En Galle, en el extremo sudoeste, caen 2.400 mm. Las temperaturas oscilan entre 22-31 °C en enero y 25-32 °C en abril y mayo.
En la costa oriental, el monzón del nordeste afecta de octubre a diciembre. Las lluvias siguen siendo abundante, pero el calor hace que el paisaje sea semiárido. En Trincomalee caen 1.635 mm, con mínimos de 50 mm en abril y mayo, y solo 25 m en junio, cuando hace más calor, entre 26 y 35.ºC); en noviembre y diciembre se superan los 350 mm. El mes más frío, enero, las temperaturas se mantienen entre 24 y 28.ºC.
EN la costa sudeste, rozada por los monzones, en Hambantota caen en torno a 1.045 mm anuales, con cerca de 100 mm entre abril y mayo, y más de 100 mm entre octubre y diciembre.
En el interior, en Kandy, a 450 m, en el centro de la isla, caen unos 1.800 mm, con máximos en abril (190 mm) y luego en octubre y noviembre (295 mm). Las temperaturas entre los 18-28.ºC de enero y los 22-30.ºC de mayo. En Nuwara Eliya, a 1.900 m, caen 1.900 mm con lluvias más repartidas, pero que superan los 200 mm solo en octubre y noviembre.
Los ciclones suelen pasar más al norte, entre India y el golfo de Bengala. Pueden darse entre abril y diciembre, con dos picos en mayo y noviembre.

## Ecosistemas

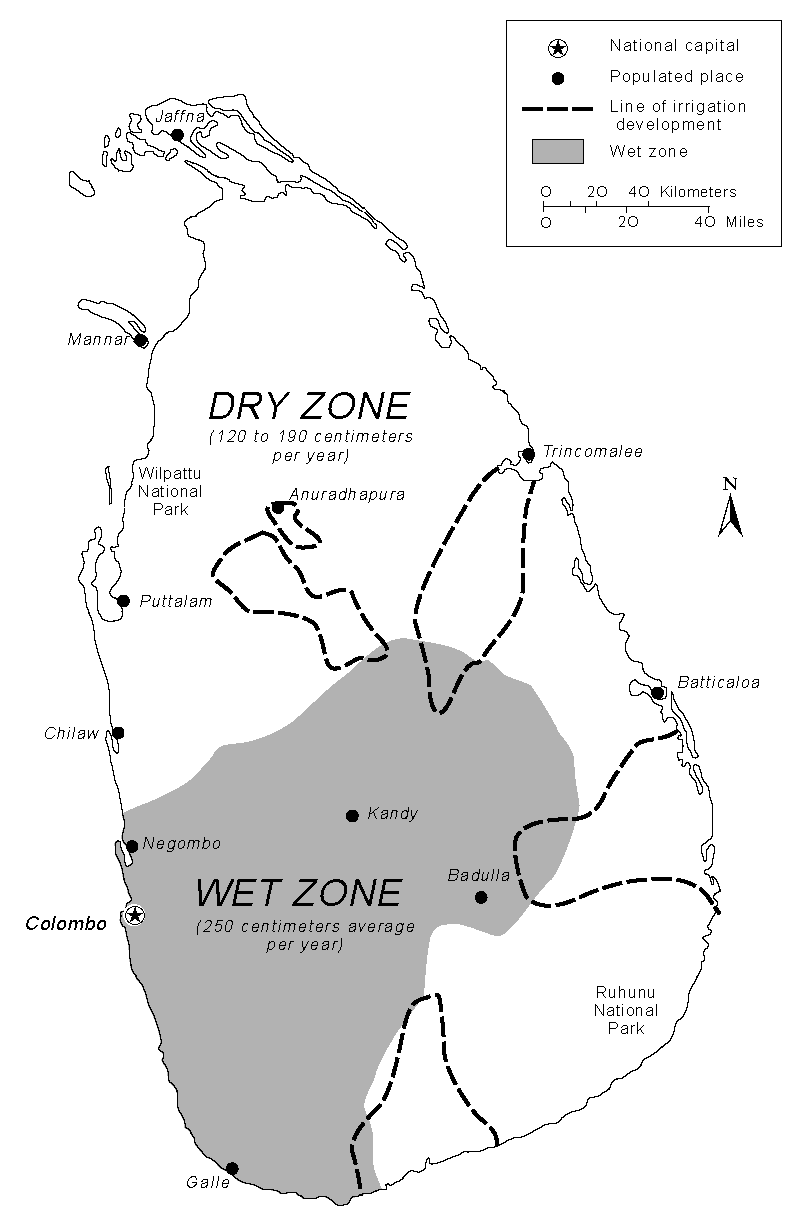
Zonas húmeda y seca, con las zonas de regadío en las cuencas de los ríos, enmarcadas entre rayas discontinuas.

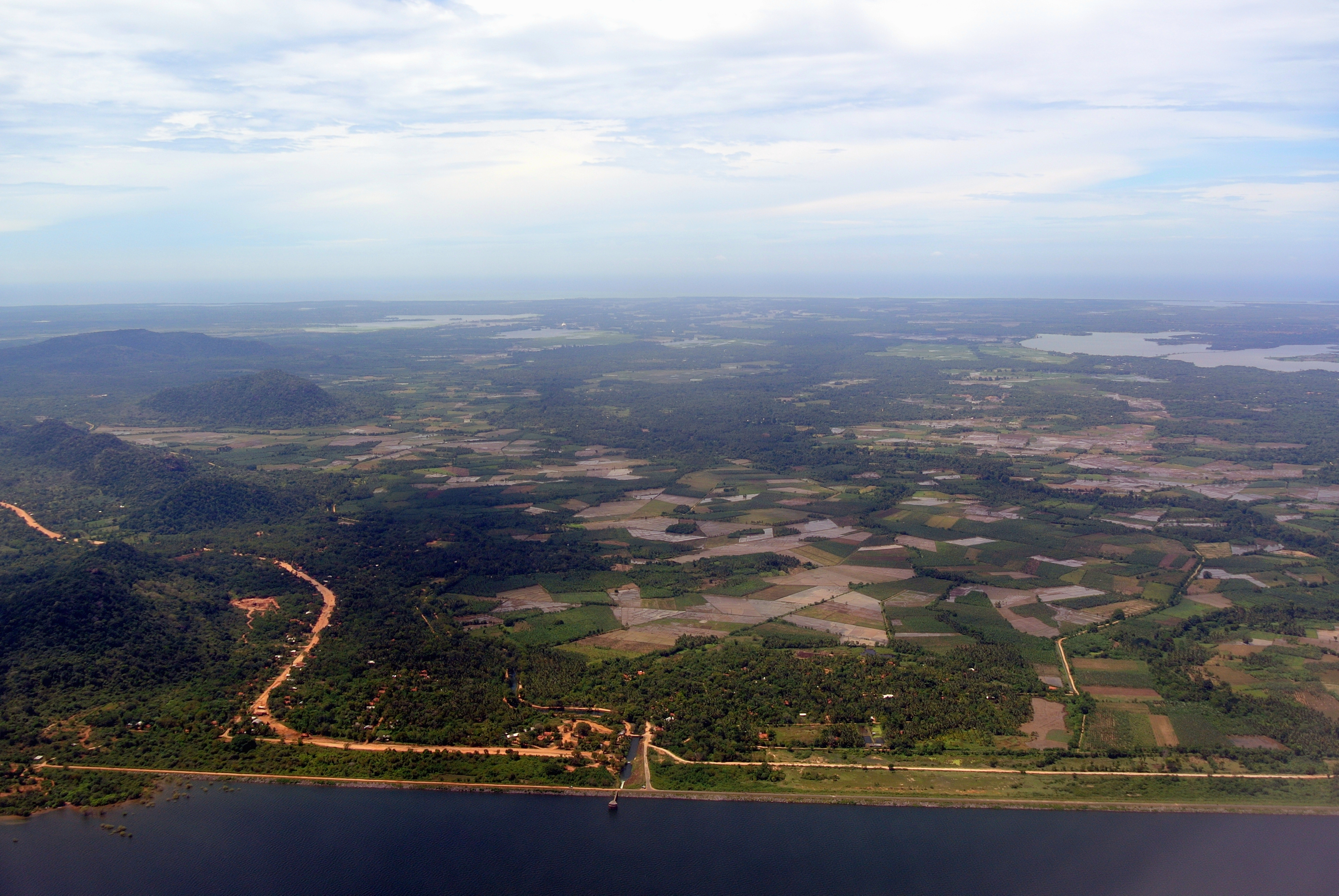
Costa sur de Sri Lanka donde se observa el patrón de uso del suelo.

El patrón de la vida en Sri Lanka depende directamente de la disponibilidad de agua. Las montañas y la parte sudoeste del país, conocidas como la 'zona húmeda' reciben más de 2.500 mm. La mayor parte del sudeste, este y norte comprende la 'zona seca', que recibe entre 1.200 y 1.900 mm anualmente. En estas zonas, el grueso de la lluvia cae entre octubre y enero, y durante el resto del año apenas llueve, por lo que los seres vivos deben adaptarse a la retención de agua. Las costas áridas del noroeste y el sudeste reciben entre 600 y 1.200 mm concentrados en la época el monzón.
La vegetación natural de la zona seca está adaptada a los contrastes anuales entre sequía e inundación. La cobertura típica es el bosque de matorral, intercalado con arbustos y cactus en las áreas más secas. Las plantas crecen muy deprisa entre noviembre y febrero, cuando disponen de agua y dejan de crecer entre marzo y agosto. Se han desarrollado varias adaptaciones a la sequedad; los árboles tienen la corteza gruesa, muchos tienen hojas pequeñas y algunos las dejan caer en periodo seco. Asimismo, las ramas altas de los árboles más grandes se entrelazan, formando una cobertura contra el calor y los vientos secos. En época seca, las llanuras secas están dominadas por los grises y los marrones. Cuando el agua está disponible, ya sea en época de lluvias o junto a los ríos, la vegetación explota en una gama de verdes y florece. Diversas variedades de acacia se han adaptado a los condiciones secas y florecen en la península de Jaffna, al norte del país. Entre los árboles de la zona seca hay valiosas especies como la buruta, el ébano, las Casuarináceas y la caoba.
En la zona húmeda, la vegetación dominante es el bosque tropical siempre verde, con árboles altos, follaje espeso y una densa cobertura de trepadoras y enredaderas. El bosque subtropical de clima templado crece en las zonas más altas. En las cimas, la vegetación es rala a causa del viento.
Los bosques cubrían la isla por completo antiguamente, pero en el siglo XX, los bosques y las reservas forestales cubrían solo un quinto del territorio. En las décadas de 1970 y 1980, se protegieron unos 1900 km² de bosques.

## El paisaje humanizado

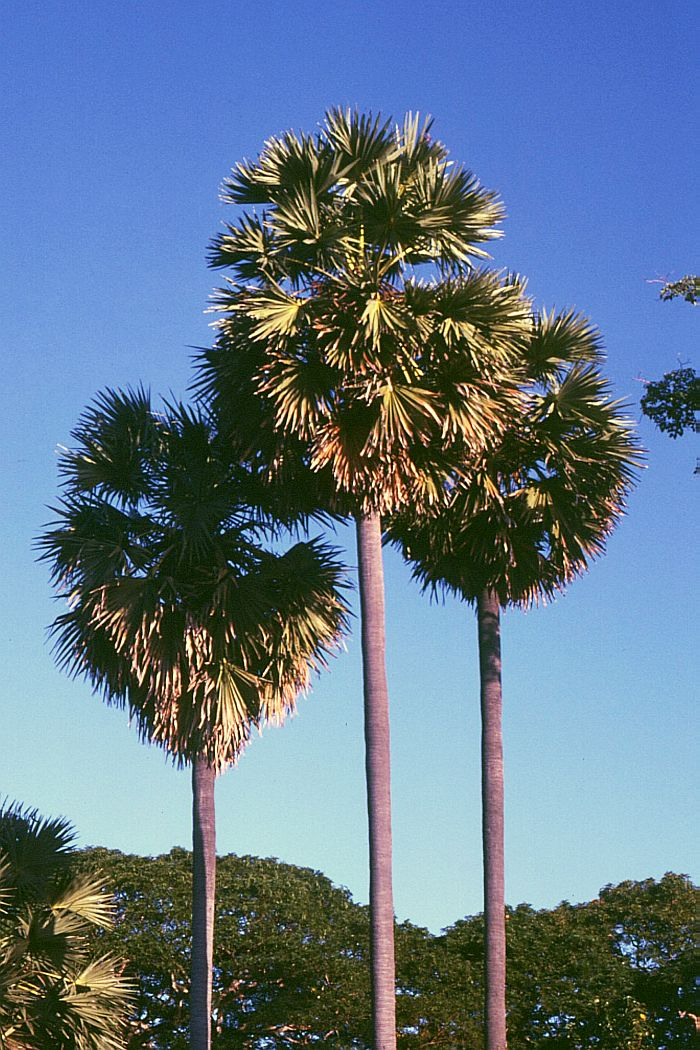
Palmera Borassus, normal a orillas de los campos de arroz en Sri Lanka.

Durante los últimos 2.500 años, el patrón de asentamiento humano consistía en comunidades rurales de campesinos. Hasta la década de 1980, la mayoría de la gente vivía en pequeños pueblos y trabajaba en la agricultura. Las técnicas agrarias y el estilo de vida oscilaban en torno a dos tipos de agricultura: seca y húmeda, dependiendo de la disponibilidad de agua.
El patrón de asentamiento típico de las áreas arroceras es un grupo de casas compacto rodeado por varios centros religiosos que centralizan las actividades comunales. A veces, las casas están situadas a lo largo de una carretera principal que incluye unos pocos comercios, o el pueblo incluye algunas aldeas periféricas. Los campos de arroz empiezan donde acaban las casas. Algunos campos irrigados pueden contener otros cultivos, como caña de azúcar o cultivos de cocoteros. Las palmeras Borassus flabellifer crecen en los bordes de los campos o a lo largo de carreteras y senderos. Algunas casas separadas también pueden tener huertas. Durante la época de lluvias, el medio ambiente es intensamente verde.

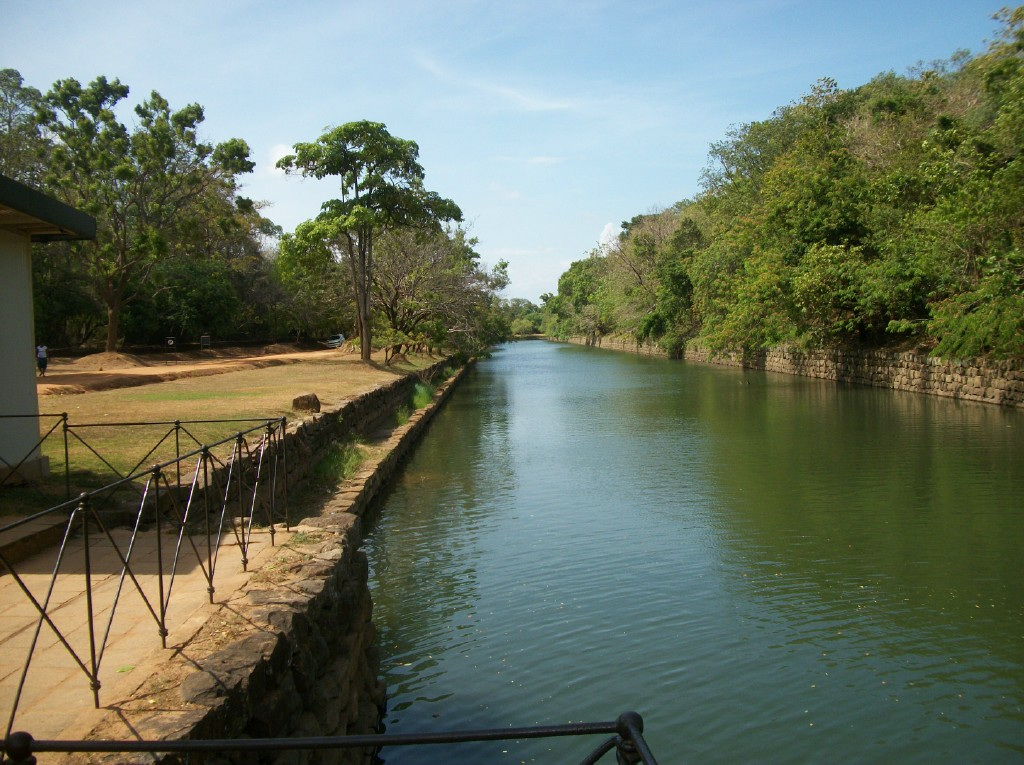
Foso en la antigua ciudad de Sigiriya.

La naturaleza de las actividades agrarias ha ido cambiando según la disponibilidad de tierra y agua. En otros tiempos, cuando los agricultores tenían acceso al bosque que separaba los cultivos se utilizaba la roza y quema. El crecimiento de la población y la presión comercial reducen la cantidad de tierra forestal disponible y la tala y quema declina en favor de los cultivos permanentes de propietarios privados. Hasta el siglo XIII, se mantuvieron principalmente en las llanuras septentrionales, en torno a Anuradhapura, y después Polonnaruwa, las antiguas capitales de Sri Lanka, pero más tarde se desplazaron hacia el sudoeste. En la década de 1970, la expansión se produce hacia las llanuras septentrionales y orientales, aun escasamente pobladas, con villas alrededor de lagos artificiales. 
La península de Jaffna, aunque es una zona seca, está entonces densamente poblada y cultivada. La mayor parte de la gente está en el sudoeste, y los pueblos están arracimados en torno a pequeñas áreas sin cultivar. En las tierras altas centrales, en torno a Kandy, hay pocas tierras llanas y tienen que construir intrincadas terrazas en las laderas para cultivar arroz. En las décadas de 1960 y 1970, las áreas de cultivo con necesidad de agua se expanden rápidamente, y el gobierno implementa regadíos a gran escala para aumentar la productividad de las zonas secas.  
En los años 70, el área drenada por el Mahaweli Ganga cambia de una región dispersamente habitada a una región donde los cultivos de arroz se equiparan al sudoeste. A pesar de estos proyectos, el Gobierno ha planeado recuperar en estas zonas el complejo sistema de regadíos de la antigua Sri Lanka, basado en pequeños embalses que empezaron a construir los cingaleses en la antigüedad y que se amplió durante el reinado de Parakramabahu I, en el siglo XII. 

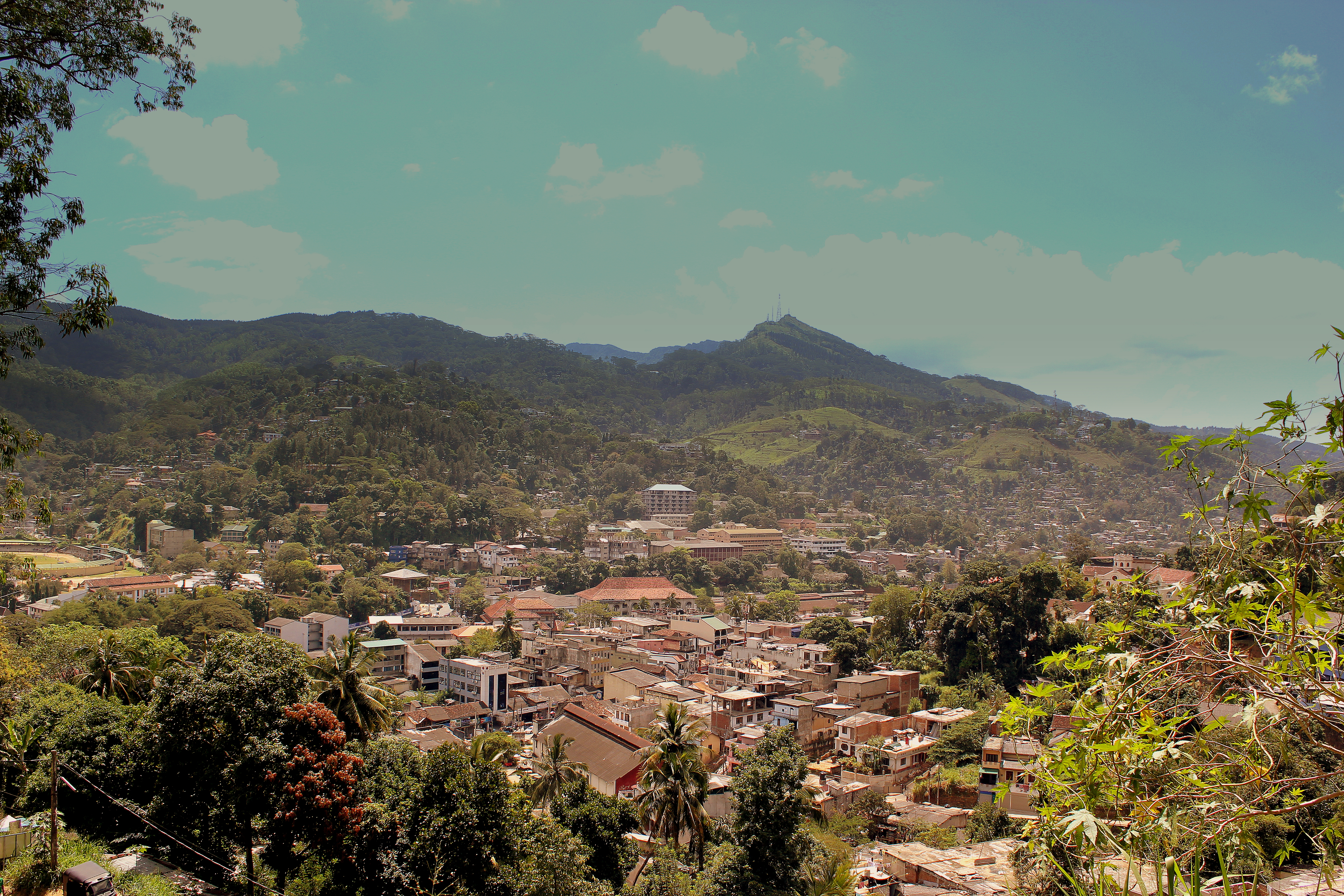
Paisaje de Kandy, en Sri Lanka.

Entre el siglo XVI y durante el dominio del Imperio británico, las plantaciones comerciales acabaron por dominar gran parte de los cultivos de las tierras altas, reduciendo la cobertura natural del bosque, sustituido por cultivos como el caucho, el té o la canela. Los últimos grupos de cazadores recolectores quedan relegados a zonas pequeñas de las montañas y los trabajadores van a las montañas a trabajar en las plantaciones. A lo largo del siglo XX, los trabajadores de las grandes plantaciones viven en pueblos de casas pequeñas o en casas alineadas de diez o veinte unidades. Las numerosas plantaciones incluyen frecuentemente aldeas de trabajadores además de las casas independientes de los propietarios.
El cinturón costero que rodea la isla contiene un patrón diferente de asentamiento que ha evolucionado de los pueblos pesqueros. Los asentamientos de pescadores se han expandido de forma paralela a la costa, unidos por una carretera costera o una vía férrea. En la década de 1980 era posible conducir muchos kilómetros a lo largo de la costa sudoeste sin encontrar un hueco en la hilera de pueblos y centros comerciales que aparecen dentro o entre los pueblos.

### Deforestación

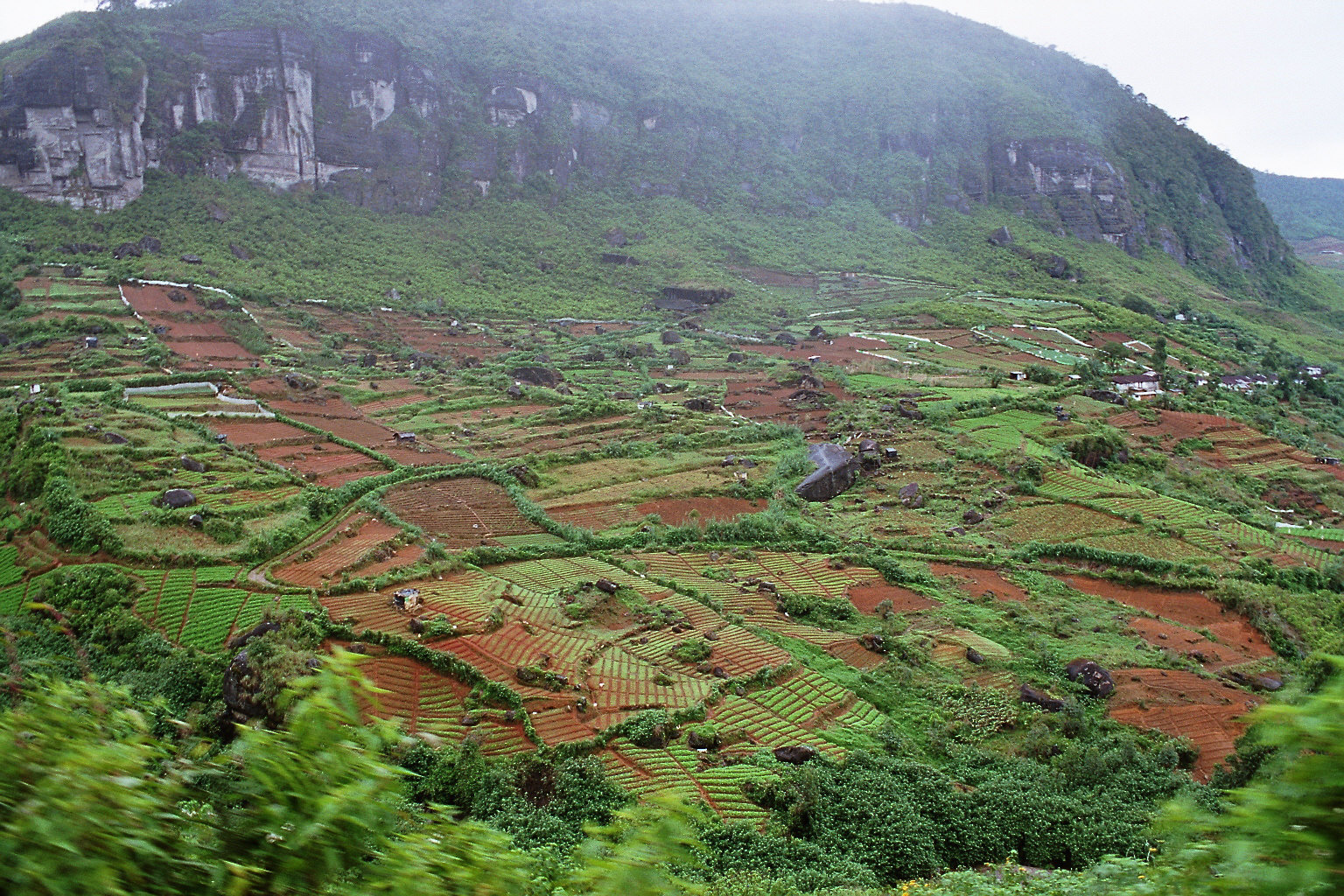
Plantaciones de té en Sri Lanka.

La deforestación es uno de los problemas más graves de Sri Lanka. En los años 20, la isla tenía una cobertura forestal del 49 %, pero en 2005 el porcentaje había bajado al 26 %. Entre 1990 y 2000, la isla perdía una media de 26.800 km² de bosques cada año (un 1,14 % anual).Sin embargo, la política proteccionista del Gobierno la ha disminuido al 35 % desde finales de los 90. El problema es mayor en el norte y en las tierras más bajas del sur. Las causas principales son, por un lado, disponer de tierras para cultivar té, una de las mayores exportaciones del país; y, por otro, la venta de madera. La deforestación provoca inundaciones en época de lluvias y amenaza la biodiversidad en una país con un gran número de especies endémicas.

## Áreas protegidas de Sri Lanka
La IUCN cataloga 660 áreas protegidas en Sri Lanka, que cubren un total de 19,897 km², el 29,86 % del territorio, además de 399 km² de áreas marinas, el 0,07 % de los 534.085 km² que pertenecen al país. De estos, 17 son parques nacionales, 7 son reservas naturales, 94 son reservas forestales, 3 son reservas naturales estrictas, 56 son santuarios, 1 es un corredor de jungla, 1 es un área salvaje patrimonio nacional, 384 son bosques protegidos, 62 son bosques conservados y 23 son otro tipo de bosque. Además, hay 6 sitios Ramsar, 4 reservas de la biosfera de la Unesco y 2 sitios patrimonio de la humanidad. Las diversas catalogaciones pueden hacer cambiar el número de parques nacionales y reservas.

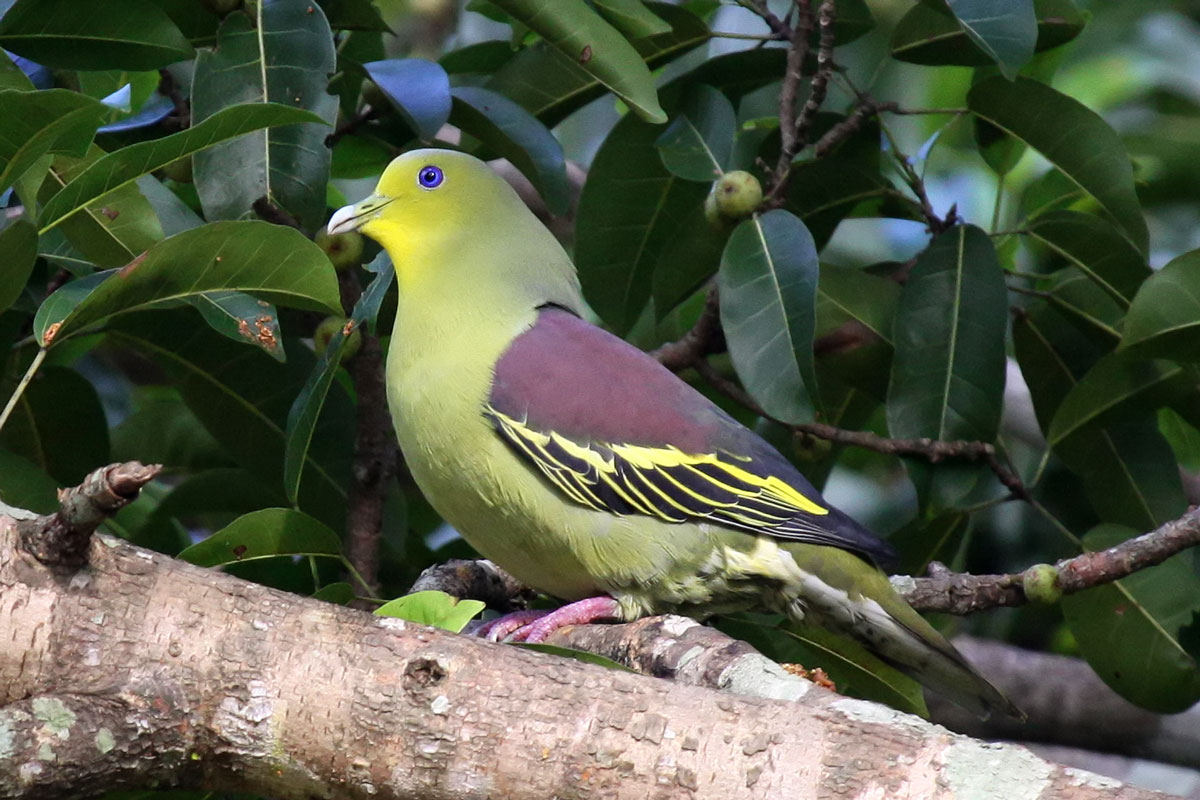
Vinago de Ceilán en el Parque Nacional de Kaudulla.

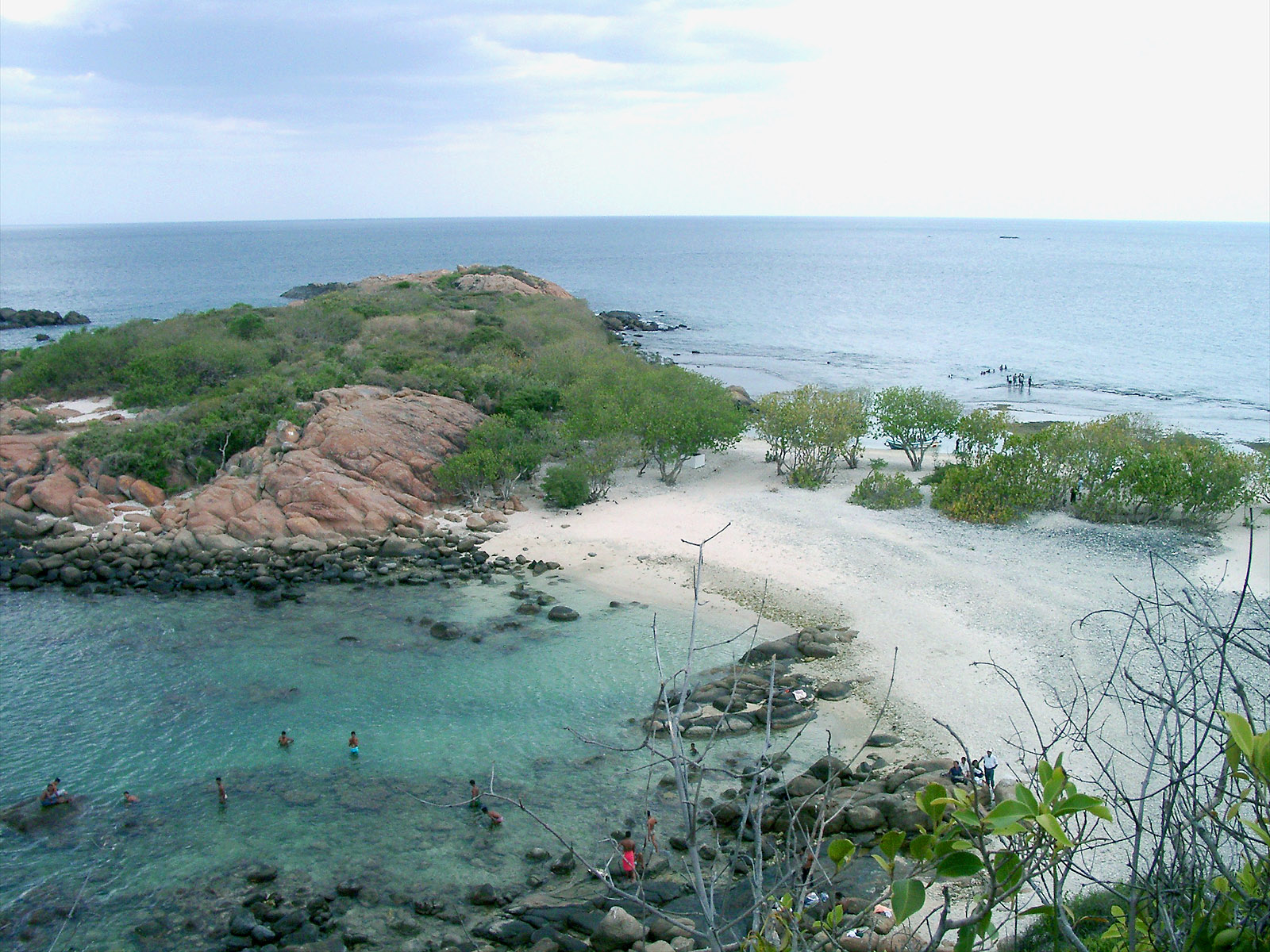
Parque nacional marino de Pigeon island.

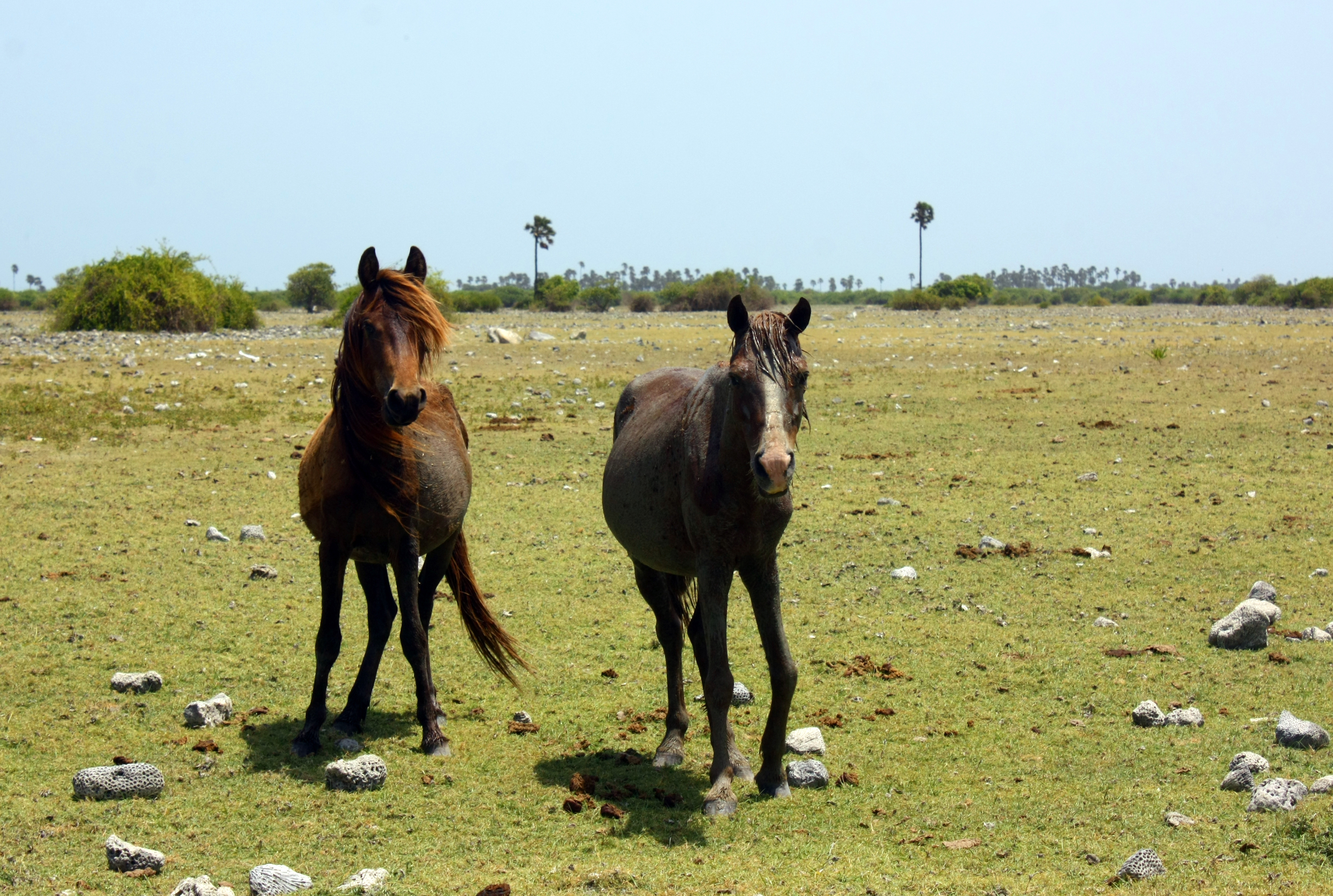
Parque nacional de la isla de Delft, en el noroeste de Sri Lanka.

### Parques nacionales
- Parque Nacional Horton Plains
- Parque Nacional Udawalawe
- Parque Nacional Yala
- Parque Nacional Wilpattu
- Parque Nacional Kumana,
- Parque Nacional Minneriya
- Parque Nacional Wasgamuwa
- Parque Nacional Lunugamvehera
- Parque nacional Bundala
- Parque nacional de Angammedilla
- Parque nacional de Food Plains
- Parque nacional de Gal Oya
- Parque nacional de la Tierra de Galway (Galway's Land)
- Parque nacional de Horagolla
- Parque nacional de Kaudulla
- Parque nacional de Lahugala Kitulana
- Parque nacional de Maduru Oya
- Parque nacional de Somawathiya
- Parque nacional de Ussangoda
- Parque nacional marino de Pigeon Island, 471,4 ha
- Parque nacional marino de Hikkaduwa
- Parque nacional Chundikkulam, santuario hasta 2015, 196 km², en la laguna de Chundikkulam, de 135 km², al nordeste junto al mar.
- Parque nacional marino del Puente de Adán, desde 2015
- Parque nacional de Delft, desde 2015, en la isla de Neduntheevu (Delft en holandés), 1.846 ha
- Parque nacional de Madhu Road, desde 2015, 631 km²

## Datos básicos
- Extensión: 65 610 km².
- Montaña más alta: Pidurutalagala (2.524 metros).

## Ríos
- Walawe
- Maduru
- Mahaweli Ganga
- Yan
- Aruvi
- Río Kalu
- Deduru

## Montañas
- Pidurutalagala (2.524 m)
- Adams Peak (2.243 m)
- Knuckles (1.863 m)